# はいすくーる落書
はいすくーる落書（はいすくーるらくがき）は、TBS系列で金曜21:00枠で放送された斉藤由貴主演のテレビドラマ。

## 概要
放送は1989年1月6日から3月24日。2月24日は昭和天皇の大喪の礼（葬儀） のため休止された。全11回。1989年12月29日にはスペシャル版も放映された。このレギュラー版とスペシャル版を合わせて、シリーズパート1と称される。翌年7月から9月には同じ斉藤由貴主演でシリーズパート2が放送された。パート1とパート2には、ストーリー上の関連はない。本稿では「シリーズパート1」について記述する。
原作は当時現役の高校教師だった多賀たかこによって執筆されたの同名エッセイ（よみは「はいすくーるらくしょ」）。朝日ジャーナルノンフィクション大賞受賞作。原作では群馬県立赤城農林高校（仮名、モデルは群馬県立勢多農林高等学校）という農業高校が舞台だったが、ドラマでは工業高校に変えられた。原作は女子進学校から転任してきた女性教師が、のどかな中で問題行動に走る高校生と、学力困難と見なされる農業高校での日々を綴ったもの。一方、ドラマの主なエピソードは、新卒の女性教諭が生徒と起こしたトラブルであり、これはドラマのプロデューサーが東京都立羽田工業高等学校（知人が在籍していた）の1970年代後半から1980年代前半のOBに取材した内容を基にしている。このため、原作からはタイトルを引用しただけで、実際に起こったこととは全く違う内容と言ってもよい。
斉藤由貴演じる新米教師・諏訪いづみが、不良ばかり集う工業高校へ赴任。始めは生徒達の迫力に怯えるものの、徐々に慣れていき、また生徒達もいづみに信頼を寄せていき、互いに成長していく様子をシリアスにかつコミカルに描いた。斉藤由貴と生徒達の体当たりの演技は好評を呼び、またドラマの世界観と見事にマッチしたTHE BLUE HEARTSの歌う主題歌・「TRAIN-TRAIN」も大ヒットを記録。伊東四朗や小林稔侍らのコミカルな演技が脇を固め、高視聴率を記録した。また生徒役として出演した的場浩司や保坂尚輝（現・保阪尚希）らはこのドラマをきっかけにブレイクし、現在に至る。
高評価にもかかわらず、一部の工業高校関係者から、工業高校に対するイメージを損なうと抗議が殺到したため（特に舞台となっている蒲田や羽田から近い羽田工業高校はその悪いイメージが付いてしまった）、放送から30年以上が経過した現在に至るまで再放送はパート1は一度きり、パート2は一度もされていない封印作品となった。また、関西地区では、パート1は一度再放送が始まったが第一回のみで打ち切りになっている。また近年、バップが行った、DVD化して欲しいTBSテレビドラマアンケートの中でも第2位の獲得票を記録したが、やはりDVD化は実現されなかった。しかし、1・2・4・5・7・11話とスペシャル版はVHS化されており、視聴可能である。

## あらすじ
諏訪いづみ（斉藤由貴）は東京・蒲田の薬局店で父・正（伊東四朗）に過保護に育てられた23歳。「夏休みが多い」「若い男の子に囲まれながら仕事が出来る」という能天気な理由で教師を志望し、地元の京浜実業高校工業科へ英語教師として赴任。二年機械科クラスの担任を任される。だがそのクラスは工業科の中でも札付きのワル達が集うクラスであった。自分をからかい、問題ばかり起す生徒達にいづみは怒り、本気で辞職を考えるが、工業科実習助手の伴（清水宏次朗）に説得され、また生徒達にラブレターを渡されてしまい、考え直すことに。一日も早く高校を辞めて欲しい正はヤキモキの毎日を過ごす。学校生活を送る中、いづみは生徒達の起こす問題を不器用に、しかし誠実に対応していき、生徒達も次第にいづみに信頼を寄せ、伴や田坂教頭（小林稔侍）、他の教師達（石倉三郎・稲川淳二）もいづみを認めていくのであった。
最終回は、校長が下したある生徒の退学処分を撤回させようといづみは奔走し、田坂や伴、他の生徒達も協力するが結局処分は覆らず、いづみは責任をとって辞職を決意する。春休み、失意のいづみの前に生徒達が全員現れる。ある者は不安そうな目を、ある者はいたわるような目をして黙っていづみを迎え入れる。そして最後にいづみの目に映りこんだのは、退学したその生徒の姿であった。
スペシャル版は最終回から9カ月後の設定。二年機械科の生徒達は全員無事三年へ進級し、そろそろ進路決定の時期が迫る。しかし生徒達はそんなことおかまいなし。遠藤（的場浩司）はバイトに明け暮れ、黒木（保坂尚輝）らはバイク三昧。他の生徒達もナンパや謝恩会で行うパフォーマンスの練習に余念がない。だがいづみは生徒達を全員卒業させ、無事社会に送り出すことに情熱を燃やす。そんな生徒達との関係をいづみは新聞にエッセイとして投稿するが、普通科から工業科へとやってきた三枝（佐野史郎）はこの記事を問題視し、校長に指摘する。いづみは学校の悪口を書いたつもりはないと反論するも、三枝はこれを一喝し、責任を取るよう迫る。感情的になったいづみは辞意をほのめかすが、田坂に諭される。そんな中、大企業からの内定を受け研修に向かった倉田（山口祥行）が、そこで上司を殴ったという一報が入る。蒸発し、数日前に亡くなった父親をその上司に侮辱されたという理由を知ったいづみは、倉田へ浜松での葬儀に出ることを勧める。そこへ偶然、退学してトラックの運転手になっていた市野（渡辺航）が通りかかる。市野は仕事で名古屋までとんぼ返りしなければいけなかった。いづみは市野に「浜松まで乗せてって」と頼み、三人で浜松まで向かう。途中、市野は倉田に対して社会の厳しさ、高校卒業の大切さを伝えるが、倉田は「卒業なんかしてどうなるんだよ」と自暴自棄になる。そんな倉田に市野は「絶対卒業しろよ！世の中出てみりゃ分かるんだよ！」と叫ぶ。その頃、遠藤が面接の練習にいづみの家に来ていた。その時、恵（越智静香）から「自分に合った所に就職するのが一番いいと思う」とアドバイスを受け、それに対してバイト先の工場に就職することを決心し、それをいづみに告げる。最初はそれに反対したいづみだったが、遠藤の決意を知り、クラス一のワルが自立した大人として成長していたことに「キミってサイコーの感じ」と告げ嬉し涙を流す。そして新聞に書いた生徒達の成長が偽りではないことをいづみは確信する。しかしそんないづみに校長が下した結論は、いづみと田坂の転任であった。さらに追い討ちをかけるように、黒木がバイク事故を起したとの一報が入る。いづみの輸血により、黒木は一命を取り止めるが、その退学は決定的となる。ショックに打ちひしがれるいづみに、田坂は優しく声をかける。「黒木明はどこにでもいる、どこの学校にもいます。失敗して、そしてまたその過ちを繰り返すかもしれない。私もあなたも、その失敗を食い止めることが出来ないかもしれない。でもいつか、いつかは食い止めることができるかもしれないんだ。だから…、私、教師辞めません。あなたも…」二学期の終業式。生徒一人一人に成績表を渡すいづみ。そんな中、遠藤は恥ずかしそうに「先生…お世話になりました…」とお礼を述べる。いづみも涙ながらに生徒全員に頭を下げる。職員室で机の整理を行った後、再度教室に別れを告げようといづみは教室へ向かう。その途中、階段の壁に「いづみちゃん辞めないで」「また戻ってくるよね」などの落書を見て感激し、涙を流す。教室に着き、扉を開けると三枝を前に、生徒全員が残っていた。忘れ物をしたといういづみを教室に入れる三枝だが、やがて高圧的な三枝のホームルームが始まる。いたたまれなくなったいづみが教室を出ようとした瞬間、遠藤が足を踏み鳴らす。その輪はやがて生徒全員に広がり、そして机の上に立って足をバンバン踏み鳴らす。驚くいづみ。三枝の怒号が空しく響く中、生徒達のボルテージは高まっていった。それは三枝を始めとする理不尽な大人達への抵抗であり、そして常に自分達の側に立ってくれたいづみへのはなむけであった。そんな生徒達に、いづみはさわやかな表情で別れを告げた（参考までに、このホームルームのシーンは、当時公開されていた米映画「いまを生きる」のラストシーンと酷似している面もある）。

## 各回サブタイトル一覧
- 第1話『先生、もんでやるぜ！』
世間知らずの女子大生・諏訪いづみは念願の教職に就き、京浜実業工業科へ赴任。しかし受け持った二年機械科は地元でも札付きのワル達が集まるクラスだった…。
- 第2話『先公、バックれんじゃねェ！』
生徒達に裏切られたいづみは辞職を決意。しかし辞職願を出す暇もなく、安原が万引きで捕まったとの連絡が入り、いづみはしぶしぶ交番へ…。
- 第3話『停学もみんなでくらえばコワくねェ！』
大井先生が大事にしていた菓子折りがなくなる。事を重く見た児玉先生は機械科があやしいと生徒達を問い詰め、結局片桐が真相をチクってしまう。そんな片桐を裏切り者扱いした生徒達に対し、いづみは「卑怯だ」と生徒達を責める。怒った生徒達は…。
- 第4話『退学コワくてバイクに乗れっか！』
黒木・石牟礼・桑水流の三人の姿が見えない。三人には、禁止されているバイクに乗って平和島高校の生徒と喧嘩し、一人に大怪我を負わせたという疑いがかけられていた。いづみが三人を探している頃、平和島の生徒が報復にやって来る…。
- 第5話『カノジョ！オレはマジだぜ』
猿橋が普通科の女子生徒・忍と家出したとの連絡が。心配するいづみをよそに、普通科のマドンナ・忍を狙っていた他の生徒達は猿橋に嫉妬し、血眼になって二人を探しに出てしまう…。
- 第6話『赤点なんかクソくらえ！』
岩山がなぜか反抗的になっている。きとんと宿題をやって来た倉田を率先してからかうなど、その態度は甚だしい。原因を調べてみると、彼の実家の家業にあることがわかった…。
- 第7話『先公、ブッとばされてェのか？』
最近遠藤の態度がおかしい。おとなしい生徒・星野をいびったり、けんかをけしかけて稲坂に大怪我を負わせたり、大井先生を脅したり…。そんな遠藤をいづみは思わず引っ張叩いてしまう…。
- 第8話『ラブミーテンダーだぜ！』
いづみに恋人・吉岡から「会いたい」との電話が。出かけようとすると、伴が諏訪薬局にやって来る。寺内が女子生徒を車の中でレイプしたというのだ。これ以上ない衝撃を受けたいづみは職員室で一人涙を流し、吉岡に行けないことを連絡する…。
- 第9話『ビッグになりてェ！』
塩川・臼井・寺内・柿本が学校を立て続けに休んでいる。不審に思ったいづみが問い詰めた結果、四人がバンドの練習に明け暮れていたことを知る。夢に向かう彼らの姿に打たれたいづみは何とか協力しようとするのだが…。
- 第10話『カモン！ベイビー』
林が、母親が愛人と作った赤ん坊を連れ込んだことから工業科は大パニック。熱があると大騒ぎする正にせかされて、赤ん坊を病院に連れて行くいづみだが、そこで偶然、足立が若い女と子供を産む産まないで口論になっている所を目撃してしまう…。
- 最終話『日付のない退学届』
市野が酒を飲んで暴れたとの連絡が入る。実際は大事では無いことを知ったいづみは安堵するが、校長が下した結論は退学。実は市野は、次に問題を起こしたら有無を言わさず退学にさせるという「日付のない退学届」を校長に握られていたのだった…。
- スペシャル『スペシャルだぜ！テメェら、カッコつけんじゃねェ！』
二年機械科クラスは市野を除き、全員が無事三年に進級、そろそろ卒業後の進路を決めなければならない時期が迫っていた。いづみは彼らを社会に送り出すことに情熱を燃やすが、生徒達はそんなことにはおかまいなし。そんな中数々の問題が沸き起こり、それはいづみの進退をも左右させようとしていた…。

## キャスト

### 主要人物
諏訪いづみ
演 - 斉藤由貴
少し天然ボケで世間知らずなお嬢様なため、時に生徒以上に暴走してしまう。吉岡という彼氏がいるが、一度も姿を見せない（台詞のみ）まま最終回でフラれる。スペシャル版で他の学校へ左遷させられた。生徒達からの愛称は「いづみちゃん」。
伴丈治
演 - 清水宏次朗
工業科実習助手。京浜実業高校工業科卒業、いづみとよく衝突するが、本当はいづみのことが好き。元不良で生徒以上にケンカが強く、生徒達も恐れる存在。最終回でいづみと市野をかばって三年生達を殴り、正規教師を目指し長野県へ左遷させられた。
長谷川和夫
演 - 所ジョージ
諏訪薬局の店員。ギターが特技。いづみとの結婚を夢見ている。正とはいいコンビでアドリブでやり合うミニコントのようなシーンも多かった。特に島倉千代子の「人生いろいろ」を酔っ払いながら歌うシーンはドラマ史に残るアドリブである。
諏訪恵
演 - 越智静香
いづみの妹で高校生。伴の大ファン。母親のいない諏訪家を取り仕切るしっかり者。またいづみの生徒たちにも怯むことなく注意する。
児玉先生
演 - 石倉三郎
工業科の数学教師兼生徒指導。不良たち相手にも真正面から注意する。裏表がない実直な性格ゆえ、瞬間湯沸かし器のような短気さもある。いつもT定規を持っている。
大井先生
演 - 稲川淳二
工業科の国語教師。小心者ゆえ、生徒達におびえているが、自分の不甲斐なさと教師の仕事に対しての葛藤を常に抱えている。その一方で、水虫で大騒ぎしたり、スーパーのタイムセールの惣菜を気にしたり、カラオケ大好きだったりと賑やかな面もある。いつもお茶くみをしている。
三枝先生
演 - 佐野史郎
スペシャル版でのみ登場。普通科から工業科へ生徒指導でやって来た。普通科の生徒達が最も恐れる教師だが、工業科の生徒たちとはことごとくぶつかる。
田坂教頭
演 - 小林稔侍
教頭。いつも冷静沈着で、生徒のことも教師のことも真摯に考えており、新任のいづみのことを陰日向温かく見守っている。一度入学したからには生徒は卒業させるがモットー。口癖は「まあまあ」と「ダメでもともと」。お気楽な雰囲気を漂わせているが、実は喧嘩に強い。スペシャル版で平和島高本校の定時制に赴任。
諏訪正
演 - 伊東四朗
いづみの父。薬局経営。かなり過保護で、早く教師を辞めるよういづみをいつも説得している。何かあるたびに学校に乗り込み、いづみを辞めさせようとする。

### 機械科の生徒
紹介文中の「ダブリ」は留年生という意味。
足立政憲
演 - 安藤麗二
ダブリ。いつも競馬の予想をしている。彼女が妊娠したため、スペシャルでは一児の親になっている。クラスメイトの寺内からは『アンドレさん』と呼ばれている。
宇梶力
演 - 家富洋二
挙動が幼稚園児。放送部。メガネをかけ、坊ちゃん刈り。
津川友樹
演 - 池上晃一
1話でいづみをレイプしようと企てる。喘息持ち。
稲坂伸行
演 - 石川裕司
いつも早弁して、いづみに注意される。
臼井和昭
演 - 大野英憲
バンドでギターを担当し、その実力は山根にも認められる。ECHOESの「ZOO」をギターソロで歌うシーンがある。
荒巻幸太郎
演 - 菊池健一郎
あやとりが得意。ナンパが趣味。前クールに放送された「3年B組金八先生パート3」にも出演していた。
蟹江健太
演 - 幸内康雄
ガソリンスタンドの息子。カニのマークの入ったマスクをすることも。
宮下鉄哉
演 - 斉藤和美
無口でクール。祖母によく殴られるらしい。スペシャル版には出演していない。
林六朗
演 - 斉藤高広
10話で赤ん坊 を学校に連れて登校し騒動となる。「on a pet」を「オナペット」と読む。
石牟礼松男
演 - 斉藤文太
通称・石松。武闘派。ダブリ。黒木達とバイクを乗り回している。いづみに顔を引っかかれたことがある。
岩山元
演 - 佐久間哲
通称・ガン。陽気なキャラ。6話の主役。いづみに黒板消しを投げられ、「スカート脱げ！」と追いかけ回した。実家は鉄工所を経営していたが廃業した。
木崎優
演 - 白鳥勇人
カーテンで顔をふく。エロ本のぼかしを消しゴムで消そうとする。
安原紀男
演 - 田中基
2話の主役。一人暮らしをしている部屋は、生徒達の溜り場。補習でいづみに「はなまる」をねだり、宝物にしている。
柿本忍
演 - 田中義訓
デブキャラ。バンドではドラムを担当。ピザ屋でバイトしている。
桑水流誠
演 - 西崎博
ダブリ。いつもタバコをくわえている。黒木のバイク仲間。一度盲腸で入院した。いづみに七三分けにさせられた。
桃山一郎
演 - 花井直孝
通称・モモちゃん。たこ焼屋でバイトしている。いづみに告白して抱きつくが、叩かれる。
黒木明
演 - 保阪尚輝
ダブリ。いつもバイクを乗り回している。スペシャル版で事故を起こし、退学処分になった。
寺内新之輔
演 - 古本新之輔
クラス1のお調子者。かなり奇抜なファッションをしている。扇子がキーアイテム。8話の主役。アドリブで斉藤由貴の「夢の中へ」を歌い、いづみにツッコまれる。
坂上登
演 - 前田晃一
お調子者。いづみにTuesdayの意味を聞かれ、「いづみちゃんとチューする日」と答え、叩かれる。
遠藤薫
演 - 的場浩司
クラス1のワル。7話とスペシャル版の主役。いづみに殴られ、怒られたことも。
中村正和
演 - 馬渕貴裕
一番前の席。茶髪。ナポレオンを知らず、いづみをあきれさせる。
片桐勉
演 - 六浦誠
3話の主役。授業中、まぶたに目を書いて眠る。
星野光平
演 - 村上雅俊
7話の主役。おとなしい性格で、遠藤にいびられる。
猿橋直
演 - 矢野泰二
5話の主役。普通科の女子と駆け落ちしようとするが、途中でフラレる。いづみのスカートをめくってビンタされる。
倉田成志
演 - 山口祥行
6話の主役。通称・いい子ブリ夫。ヘビースモーカー。
市野龍太郎
演 - 渡辺航
最終話の主役。いつもラジカセを持ってきている。退学し、トラック運転手になる。
塩川ひろみ
演 - 渡部夏樹
バンドのボーカル。金髪。女子生徒に殴られ、「情けないわね」といづみにも叩かれる。

### その他
川口警察官
演 - 鶴田忍
機械科の生徒達がいつもお世話になっている蒲田駅前の交番に勤めている。いづみに振り回されることも。
山根さん
演 - 我王銀次
伴の先輩でライブハウスの店長。塩川達のバンドに協力してあげた。
黒木の母
演 - 猪俣光世
黒木にバイクを買い与えたことで学校から責められるも、猛反論。物凄い剣幕で田坂に詰め寄る。
遠藤の母
演 - 五月晴子
遠藤が唯一頭の上がらない人物。大井を殴った遠藤を学校の廊下で叩きまくり、いづみに注意される。
猿橋の母
演 - 内田あかり
猿橋が家出したことでいづみを訪ねるが、子育てに関し無責任な言動をしていづみに怒られる。
広瀬忍
演 - 藤村正美
普通科の生徒で一番の美女。猿橋を誘惑して振り回し、結局フる。いづみに「工業科の生徒を弄ぶな」と怒られる。
青木ノブ江
演 - 山口由子
寺内の彼女。車の中でヤッてる時に児玉たちに見つかってしまい、とっさに寺内にレイプされたと嘘をついてしまう。
由紀
演 - 大平江利子
塩川の友達。タレントの卵。塩川達の初コンサートに駆けつけ、祝福した。
友子
演 - 吉村奈見子
足立の彼女。家出し足立と同棲。子供を妊娠してしまう。
諏訪薬局の客
演 - ビートきよし
たまたま諏訪薬局にいた遠藤に栄養ドリンクを死ぬほど買わされるサラリーマン。
普通科の女子生徒
演 - 劇団ひまわり
工業科の生徒達にしつこくナンパされる。工業科を侮辱し、いづみを怒らせた。

## スタッフ
- 原作…多賀たかこ
- 脚本…山元清多
- プロデューサー…八木康夫
- 演出… 吉田秋生、松田幸雄、加藤浩丈

## 主題歌・挿入歌
- THE BLUE HEARTS

主題歌「TRAIN-TRAIN」
挿入歌「星をください」（第4話）、「キスしてほしい」（第8話）、「リンダリンダ」（最終話）

## 番組に関するエピソード
- 生徒がガムを吐き出すシーンを考えたが、このドラマのスポンサーで製菓会社であるロッテのイメージを損なうために中止になった。また、ドラマの登場人物に不良生徒が多く、内容も良くないという理由で花王は提供クレジットを自粛した。
- 主人公「諏訪いづみ」の役名は「うちの子にかぎって…2」で西尾まりが演じた役名と同じで、実家が薬局という設定も同じである（「うちの子」のプロデューサーは本作と同じ八木康夫）。
- スペシャル版の収録前、斉藤由貴は交通事故を起こしたため、スペシャル版では終始おでこに絆創膏を貼って出演している。
- 2007年6月7日放送の「アメトーーク・華の47年組芸人」の回で品川祐がこのドラマのことを話し、47年芸人は大盛り上がりした（ただしワッキーはこのドラマのことを知らず、土田晃之から「主役は誰が演じた？」と聞かれた際に「岸本…」と答え、他の47年芸人をあきれさせた）。
- 斉藤由貴と石倉三郎はMBS制作ドラマ『お・ばんざい!』にて久々の共演を果たしており、的場浩司と越智静香もCBC制作ドラマ『キッパリ!』にて久々の共演を果たした。
- 作中に出てくる工業高校の描かれ方に関して、全国工業高等学校長協会から抗議があったため、続編では設定を普通高校に変更した。

## パート2
1990年7月13日から9月28日まで放送。上でも述べられているように開始前より工業高校関係者から抗議がきた（全国工業高等学校長協会は放送自体の中止要請をした）ことから急遽設定を普通高校に変更。ただ、撮影自体進んでいたこともあり撮り直しが出来ず、校門に書かれている学校名などはぼかしを入れて対応した。
主人公と一部キャストはパート1と共通している部分 もあるが、パート１との関連はなく、「パート2」とは銘打っているが「続編」ではなく、むしろ「前作のリメイク版」といっても過言ではない。
主要キャスト
- 嵯峨いづみ…斉藤由貴
- 嵯峨次郎…小林稔侍
- チヨ…室井滋
- 吉岡先生…加勢大周
- 四宮教頭…伊東四朗
- 服部先生…所ジョージ
- 南原先生…佐野史郎

生徒役キャスト
- 阿形晃市…安部晃市
- 天野克也…草野康太
- 梅田圭介…増田友治
- 海老島健治…金浜政武
- 大沢九一…古川九一
- 尾崎龍一…河瀬よしてる
- 梶原まさる…岡安泰樹
- 亀山良雄…佐藤弘
- 神原安春…長崎真純
- 岸田学…寺尾実
- 木村裕…石川博之
- 楠和美…佐野智郎
- 後藤修司…斉藤裕
- 篠崎邦彦…加瀬悦孝
- 白井陽介…磯崎洋介
- 助川行雄…片山富視
- 鈴木純男…左鈴気
- 瀬戸功…吉野広昭
- 染谷文夫…遠山浩樹
- 高山雅俊…新井昌和
- 滝口寛次…吉田紀人
- 辰巳悠太…平岡延安
- 土持敦…馬渕英明
- 都留誠…田中直樹
- 土手孝太郎…伊東孝太郎
- 中川正史…小林英俊
- 花輪敏…角野敬史
- 松岡直次郎…萩原聖人
- 柳正…平嶋圭
- 湯沢孝…長谷川裕

## 主題歌
- THE BLUE HEARTS「情熱の薔薇」

## 放送日程
パート1 (1989年放送分) 平均視聴率 17.5%
| 話数   | 放送日程      | タイトル名                         | 演出     | 視聴率 |
| ------ | ------------- | ---------------------------------- | -------- | ------ |
| 第1話  | 1989年1月6日  | 先生、もんでやるぜ！               | 吉田秋生 | 16.0%  |
| 第2話  | 1989年1月13日 | 先公、バックれてんじゃねェ！       | 吉田秋生 | 16.6%  |
| 第3話  | 1989年1月20日 | 停学もみんなでくらえばコワくねェ！ | 松田幸雄 | 19.6%  |
| 第4話  | 1989年1月27日 | 退学コワくてバイクに乗れっか！     | 加藤浩丈 | 15.8%  |
| 第5話  | 1989年2月3日  | カノジョ！オレはマジだぜ           | 吉田秋生 | 15.1%  |
| 第6話  | 1989年2月10日 | 赤点なんかクソくらえ！             | 吉田秋生 | 18.8%  |
| 第7話  | 1989年2月17日 | 先公、ブッとばされてェのか？       | 松田幸雄 | 18.3%  |
| 第8話  | 1989年3月3日  | ラブミーテンダーだぜ！             | 松田幸雄 | 15.9%  |
| 第9話  | 1989年3月10日 | ビッグになりてェ！                 | 加藤浩丈 | 17.8%  |
| 第10話 | 1989年3月17日 | カモン！ベイビー                   | 吉田秋生 | 18.5%  |
| 最終話 | 1989年3月24日 | 日付のない退学届                   | 吉田秋生 | 19.9%  |

パート2 (1990年放送分) 平均視聴率 14.1%
| 話数   | 放送日程      | タイトル名                           | 視聴率 |
| ------ | ------------- | ------------------------------------ | ------ |
| 第1話  | 1990年7月13日 | 学校なんて大キライッ！               | 18.5%  |
| 第2話  | 1990年7月20日 | 弱肉教職だー！                       | 12.2%  |
| 第3話  | 1990年7月27日 | バイク ＝ 命だぜ！                   | 14.8%  |
| 第4話  | 1990年8月3日  | アイラブユーOK                       | 13.6%  |
| 第5話  | 1990年8月10日 | ドキドキ家庭訪問                     | 14.9%  |
| 第6話  | 1990年8月17日 | クソッタレ甲子園                     | 12.4%  |
| 第7話  | 1990年8月24日 | 勉強できりゃエレエのか！             | 14.8%  |
| 第8話  | 1990年8月31日 | 泣くなよ！カノジョ                   | 14.8%  |
| 第9話  | 1990年9月7日  | 学校やめてやる！                     | 13.5%  |
| 第10話 | 1990年9月14日 | エコヒイキだぜ！                     | 13.1%  |
| 第11話 | 1990年9月21日 | クタバレ！校則                       | 13.3%  |
| 最終話 | 1990年9月28日 | いづみちゃんが先公ならオレは更生する | 13.1%  |